# باتريك أتلتيك
باتريك أتلتيك هو نادي كرة قدم في إيرلندا تأسس في 1929. يلعب في دوري الدرجة الممتازة الأيرلندي.

## وصلات خارجية
- الموقع الرسمي